# Конвенционный талер

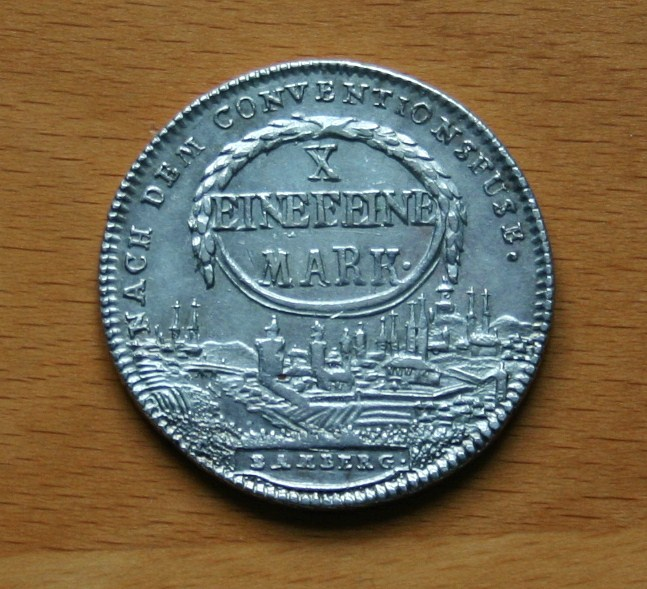
Конвенционный талер Бамберга. На монете хорошо видны характерные для данного типа монет обозначения «NACH DEM CONVENTIONSFUSS» (Согласно конвенционной стопе) и «X EINE FEINE MARK» (Десятая часть марки)

Конвенционный талер нем. Konventionstaler — денежная единица ряда немецких государств и Австрии с 1753 по 1857 годы.
По своей сути введения конвенционного талера изначально было попыткой унифицировать денежные системы Австрии и соседнего с ней курфюршества Бавария. Согласно подписанной в 1753 году австрийско-баварской монетной конвенции из одной кёльнской марки чистого серебра Бавария и Австрия могли чеканить по 10 талеров или 20 гульденов. Соответственно 1 талер приравнивался 2 гульденам.
Исходя из веса кёльнской марки каждый конвенционный талер имел общий вес в 28,04 г серебра при содержании 23,389 г чистого серебра.
Монеты номиналом в 1/4, 1/2, 1 и 2 конвенционных талера с соответствующей надписью «XL», «XX», «X» и «V EINE FEINE MARK» чеканили не только Бавария и Австрия, но и ряд других немецких государств. Для того, чтобы отличить конвенционные талеры от других типов монет, которые циркулировали на территории Священной Римской империи (рейхсталер, кроненталер), на них указывалось «AD NORM(AM) CONVENT(IONIS) или CONVENTION TALER».
Чеканившиеся в Австрии конвенционные талеры до 1804 года после обозначения года содержали небольшой знак андреевский крест.
В 1837 году Баварией и рядом южно- и центральногерманских государств подписали Мюнхенский монетный договор, который ознаменовал создание Южногерманского монетного союза. Согласно данному договору основной денежной единицей для стран-участниц союза становился гульден. 1 конвенционный талер подлежал обмену на 2 гульдена 24 крейцера согласно содержанию в них серебра.
В Баварии в 1825—1837 годах была отчеканена серия памятных конвенционных талеров, посвящённых тем или иным событиям. Данные монеты известны под названием исторических талеров (нем. Geschichtstaler).
В Австрии конвенционный талер продолжали выпускать вплоть до 1857 года, когда была подписана Венская монетная конвенция.